# Люксембург на летних Олимпийских играх 1920
Люксембург принимала участие в Летних Олимпийских играх 1920 года в Антверпене (Бельгия) в третий раз за свою историю, и завоевала одну серебряную медаль. Сборную страны представили двадцать пять мужчин в шести видах спорта.

## Медали
| Медаль  | Спортсмен   | Вид спорта       | Дисциплина             |
| ------- | ----------- | ---------------- | ---------------------- |
| Серебро | Жозеф Алцин | Тяжёлая атлетика | Мужчины, свыше 82,5 кг |

## Состав и результаты

### Водные виды спорта

#### Плавание
Мужчины
| Спортсмены    | Дистанция            | Предварительный раунд | Предварительный раунд | Полуфинал | Полуфинал | Финал     | Финал     |
| Спортсмены    | Дистанция            | Результат             | Место                 | Результат | Место     | Результат | Место     |
| ------------- | -------------------- | --------------------- | --------------------- | --------- | --------- | --------- | --------- |
| Теодор Мишель | 200 м брассом        | н/д                   | 4                     | Не прошёл | Не прошёл | Не прошёл | Не прошёл |
| Леон Пеш      | 100 м вольным стилем | н/д                   | 4                     | Не прошёл | Не прошёл | Не прошёл | Не прошёл |

### Лёгкая атлетика
Мужчины
Беговые дисциплины
| Спортсмен                                     | Соревнование     | Предварительный раунд | Предварительный раунд | Четвертьфинал | Четвертьфинал | Полуфинал | Полуфинал | Финал     | Финал     |
| Спортсмен                                     | Соревнование     | Результат             | Место                 | Результат     | Место         | Результат | Место     | Результат | Место     |
| --------------------------------------------- | ---------------- | --------------------- | --------------------- | ------------- | ------------- | --------- | --------- | --------- | --------- |
| Жан Кольбах                                   | 100 м            |                       | 5                     | Не прошёл     | Не прошёл     | Не прошёл | Не прошёл | Не прошёл | Не прошёл |
| Пол Хаммер                                    | 100 м            |                       | 6                     | Не прошёл     | Не прошёл     | Не прошёл | Не прошёл | Не прошёл | Не прошёл |
| Пол Хаммер                                    | 200 м            | 24.0                  | 4                     | Не прошёл     | Не прошёл     | Не прошёл | Не прошёл | Не прошёл | Не прошёл |
| Жан Проэсс                                    | 400 м            | 53.2                  | 3                     | Не прошёл     | Не прошёл     | Не прошёл | Не прошёл | Не прошёл | Не прошёл |
| Жан Проэсс                                    | 800 м            | н/д                   | н/д                   | 2:12          | 9             | Не прошёл | Не прошёл | Не прошёл | Не прошёл |
| Алекс Серве                                   | 100 м            |                       | 5                     | Не прошёл     | Не прошёл     | Не прошёл | Не прошёл | Не прошёл | Не прошёл |
| Жан Кольбах Пол Хаммер Жан Проэсс Алекс Серве | Эстафета 4×100 м | н/д                   | н/д                   | н/д           | н/д           | 44.4      | 2 Q       | 43.6      | 6         |

Q = Прошли в следующий раунд.
Полевые соревнования
| Спортсмен     | Соревнование    | Предварительный раунд | Предварительный раунд | Четвертьфинал | Четвертьфинал | Полуфинал | Полуфинал | Финал     | Финал     |
| Спортсмен     | Соревнование    | Результат             | Место                 | Результат     | Место         | Результат | Место     | Результат | Место     |
| ------------- | --------------- | --------------------- | --------------------- | ------------- | ------------- | --------- | --------- | --------- | --------- |
| Пол Хаммер    | Прыжки в длину  | 5.45                  | 28                    | н/д           | н/д           | н/д       | н/д       | Не прошёл | Не прошёл |
| Николя Каниве | Прыжки в длину  | 5.415                 | 29                    | н/д           | н/д           | н/д       | н/д       | Не прошёл | Не прошёл |
| Анри Плеже    | Прыжки в длину  | 5.815                 | 23                    | н/д           | н/д           | н/д       | н/д       | Не прошёл | Не прошёл |
| Анри Плеже    | Прыжки в высоту | 1.60                  | 20                    | н/д           | н/д           | н/д       | н/д       | Не прошёл | Не прошёл |
| Алекс Серве   | Метание копья   | 40.08                 | 21                    | н/д           | н/д           | н/д       | н/д       | Не прошёл | Не прошёл |

### Велоспорт

#### Трековый велоспорт
Мужчины
| Спортсмен   | Соревнование | Предварительный раунд | Предварительный раунд | Четвертьфинал | Четвертьфинал | Повторный полуфинал | Повторный полуфинал | Повторный финал | Повторный финал | Полуфинал | Полуфинал | Финал          | Финал          |
| Спортсмен   | Соревнование | Результат             | Место                 | Результат     | Место         | Результат           | Место               | Результат       | Место           | Результат | Место     | Результат      | Место          |
| ----------- | ------------ | --------------------- | --------------------- | ------------- | ------------- | ------------------- | ------------------- | --------------- | --------------- | --------- | --------- | -------------- | -------------- |
| Жан Мажерус | Спринт       | н/д                   | 3                     | Не прошёл     | Не прошёл     | Не прошёл           | Не прошёл           | Не прошёл       | Не прошёл       | Не прошёл | Не прошёл | Не прошёл      | Не прошёл      |
| Жан Мажерус | 50 км        | н/д                   | н/д                   | н/д           | н/д           | н/д                 | н/д                 | н/д             | н/д             | н/д       | н/д       | Не финишировал | Не финишировал |

### Футбол
Мужчины
Состав
- Чарльз Крюгер
- Йозеф Коц
- Томас Шмит
- Эмиль Гамилиус[англ.]
- Мартин Унгехеуэр
- Камиль Шумахер[англ.]
- Артур Лиш[англ.]
- Жозеф Массард
- Роберт Элтер[англ.]
- Франсуа Лангерс[англ.]
- Леон Мецлер

Первый раунд
| 28 августа 1920                        | \| Нидерланды \| 3:0 Отчёт \| Люксембург \| \| Яп Бюлдер 30′ · Бер Гроосйохан[англ.] 47′ 85′ \| Голы \| \| | Стадион: Джозеф Мариен, Брюссель Зрителей: 3000 Судья: Жорж Хубрехт |
| Нидерланды                             | 3:0 Отчёт                                                                                                  | Люксембург                                                          |
| Яп Бюлдер 30′ · Бер Гроосйохан 47′ 85′ | Голы |                                                                     |

Итоговое место: 10

### Тяжёлая атлетика
Мужчины
| Спортсмен      | Категория     | Финал          | Финал          |
| Спортсмен      | Категория     | Результат      | Место          |
| -------------- | ------------- | -------------- | -------------- |
| Жозеф Альцин   | свыше 82.5 кг | 260.0          | 2              |
| Джони Грин     | до 67.5 кг    | 210.0          | 8              |
| Мишель Мертенс | до 60 кг      | Не финишировал | Не финишировал |

### Борьба

#### Греко-римская борьба
Мужчины
| Спортсмен      | Категория   | 1/32 финала                       | 1/16 финала                | Четвертьфинал                  | Полуфинал            | Финал            | Место |
| Спортсмен      | Категория   | 1/32 финала                       | 1/16 финала                | Четвертьфинал за серебро       | Полуфинал за серебро | Финал за серебро | Место |
| Спортсмен      | Категория   | 1/32 финала                       | 1/16 финала                | Четвертьфинал за бронзу        | Полуфинал за бронзу  | Финал за бронзу  | Место |
| -------------- | ----------- | --------------------------------- | -------------------------- | ------------------------------ | -------------------- | ---------------- | ----- |
| Мишель Дечманн | Средний вес | не участвовал                     | Карл Вестергрен Швеция (L) | Не прошёл                      | Не прошёл            | Не прошёл        | 10    |
| Мишель Дечманн | Средний вес | не участвовал                     | Карл Вестергрен Швеция (L) | Морис Вандерленден Бельгия (L) | Не прошёл            | Не прошёл        | 10    |
| Мишель Дечманн | Средний вес | не участвовал                     | Карл Вестергрен Швеция (L) | Не прошёл                      |                      |                  | 10    |
| Оскар Тейсен   | до 82,5 кг  | Франтишек Тазлер Чехословакия (L) | Не прошёл                  | Не прошёл                      | Не прошёл            | Не прошёл        | 17    |
| Оскар Тейсен   | до 82,5 кг  | Франтишек Тазлер Чехословакия (L) | Не прошёл                  | н/д                            | Не прошёл            | Не прошёл        | 17    |
| Оскар Тейсен   | до 82,5 кг  | Франтишек Тазлер Чехословакия (L) | Не прошёл                  | н/д                            |                      |                  | 17    |

| Страна-соперник | Победы | Проигрыши | Процент |
| --------------- | ------ | --------- | ------- |
| Бельгия         | 0      | 1         | .000    |
| Чехословакия    | 0      | 1         | .000    |
| Швеция          | 0      | 1         | .000    |
|                 |        |           |         |
| Итого           | 0      | 3         | .000    |

| Раунд                    | Победы | Проигрыши | Процент |
| ------------------------ | ------ | --------- | ------- |
| 1/32 финала              | 0      | 1         | .000    |
| 1/16 финала              | 0      | 1         | .000    |
| Четвертьфинал            | 0      | 0         | -       |
| Полуфинал                | 0      | 0         | -       |
| Финал                    | 0      | 0         | -       |
| Четвертьфинал за серебро | 0      | 1         | .000    |
| Полуфинал за серебро     | 0      | 0         | -       |
| Финал за серебро         | 0      | 0         | -       |
| Четвертьфинал за бронзу  | 0      | 0         | -       |
| Полуфинал за бронзу      | 0      | 0         | -       |
| Финал за бронзу          | 0      | 0         | -       |
|                          |        |           |         |
| Итого                    | 0      | 3         | .000    |